# Архиепархия Кракова
Архиепа́рхия Кра́кова (лат. Archidioecesis Cracoviensis) — архиепархия Римско-Католической церкви с центром в городе Краков, Польша. В митрополию Кракова входят епархии Бельско-Живеца, Кельце и Тарнува. Кафедральным собором архиепархии Кракова является церковь святых Станислава и Вацлава в городе Краков.

## История
Епархия Кракова была образована в X веке. Первоначально епархия Кракова входила в митрополию Гнезно.
С 1433 по 1791 год епископы Кракова носили титул князей Севежа. В 1772 году из епархии Кракова были выделены земли южной Вислы. В 1790 году епархия Кракова передала часть свой территории епархиям Люблина и Кельце.
В 1602 году в Кракове была основана собственная духовная семинария, действующая по настоящее время.
19 августа 1807 года Римский папа Пий VII издал буллу «Quoniam carissimus», которой включил епархию Кракова в митрополию Львова. В 1818 году епархия Кракова вошла в митрополию Варшавы. В 1880 году епархия Кракова подчинялась непосредственно Святому Престолу.
28 октября 1925 года Римский папа Пий XI издал буллу «Vixdum Poloniae unitas», которой возвёл епархию Кракова в ранг архиепархии. В митрополию Кракова вошли епархии Тарнува, Кельце, Ченстоховы и Катовице.
С 1964 по 1978 год архиепископом Кракова был Кароль Войтыла — будущий Римский папа Иоанн Павел II.
8 декабря 1981 года Римский папа Иоанн Павел II основал в Кракове Понтификальную Теологическую Академию (сегодня — Понтификальный Университет имени Иоанна Павла II), которая была образована на основе теологического факультета Ягеллонского университета.
25 марта 1992 года архиепархия Кракова передала часть своей территории новой епархии Бельско-Живеца.

## Ординарии архиепархии
- епископ Прокульф (?—1000)
- епископ Поппон (1000—1014);
- епископ Ламберт I (1014—1023/30);
- епископ Гомпо (1023/30 — около 1032);
- епископ Рахелин (около 1032 — около 1046);
- епископ Арон (около 1046—1059);
- епископ Валот (1059—1061);
- епископ Ламберт Сула (1061—1071);
- святой епископ Станислав Щепановский (1072—1079);
- епископ Ламберт III (около 1082 — около 1100);
- епископ Чеслав (около 1100 — около 1103);
- епископ Балдуин (около 1103 — около 1109);
- епископ Маур (1110—1118);
- епископ Радостль (1118—1141);
- епископ Роберт (около 1141—1143);
- епископ Матеуш (1143—1165);
- епископ Гедко (1166—1185);
- епископ Фулько (1185—1207);
- епископ святой Викентий Кадлубек (1208—1218);
- епископ Иво Одровонж (1218—1229);
- епископ Вислав Замбра (1229—1242);
- епископ Ян Прандота (1242—1266);
- епископ Павел из Пжеманкова (1266—1292);
- епископ Прокоп (1292—1294);
- епископ Ян Муската (1294—1320);
- епископ Нанкер (1320—1326);
- епископ Ян Крот (1326—1347);
- епископ Пётр ди Фалькув (1347—1348);
- епископ Бодзента Вжесня (1348—1366);
- епископ Флориан Мокрский (1367—1380);
- епископ Завиша Курозвенцкий (1380—1382);
- епископ Ян Радлица (1382—1392);
- епископ Маффиоло Лампуньяна (1.03.1392 — 10.07.1392);
- епископ Пётр Выш (19.12.1392 — 9.08.1412) — назначен епископом Познани;
- епископ Войцех Ястшембец (9.08.1412 — 9.07.1423) — назначен архиепископом Гнезно;
- кардинал Збигнев Олесницкий (1423—1455) — кардинал с 18.12.1439 года;
- епископ Томаш Стшемпинский (1455—1460);
- епископ Якуб ди Сиенно (1461—1463);
- епископ Ян Грушиньский (1463—1464);
- епископ Ян Лютек (1464—1471);
- епископ Ян Пжежавский (1471—1488);
- кардинал Фредерик Ягеллон (1488—1503) — кардинал с 20.09.1493 года;
- епископ Ян Конарский (1503—1524);
- епископ Пётр Томицкий (1524—1535);
- епископ Ян Латальский (1536—1537);
- епископ Ян Хоеньский (4 июля 1537—1538);
- епископ Пётр Гамрат (6.10.1538 — 27.08.1545);
- епископ Самуил Мацеёвский (19.04.1546 — 1550);
- епископ Анджей Зебжидовский (1551 — 23.05.1560);
- епископ Филип Падневский (1560—1572);
- епископ Францишек Красиньский (2.06.1572 — 16.03.1577);
- епископ Пётр Мышковский (5.07.1577 — 1591);
- кардинал Ежи Радзивилл (9.08.1591 — 21.01.1600) — кардинал с 12.12.1583 года;
- кардинал Бернард Мациевский (23.05.1600 — 31.07.1606) — назначен архиепископом Гнезно, кардинал с 9.06.1604 года;
- епископ Пётр Тылицкий (1607—13.07.1616);
- епископ Мартин Шишковский (17.10.1616 — 30.04.1630);
- епископ Анджей Липский (2.12.1630 — 4.09.1631);
- кардинал Ян Ольбрахт Васа (20.11.1632 — 29.12.1634) — кардинал с 19.11.1629;
- епископ Якуб Задзик (1635—1642);
- епископ Пётр Гембицкий (1642—1657);
- епископ Анджей Тшебицкий (1658—1679);
- епископ Ян Малаховский (12.05.1681 — 20.08.1699);
- епископ Станислав Казимеж Домбский (1700);
- епископ Ежи Денхофф (1701—1702);
- епископ Казимеж Лубеньский (10.05.1710 — 11.05.1719);
- епископ Фелициан Шенявский (3.07.1720 — 2.07.1732);
- кардинал Ян Александер Липский (19 декабря 1732 — 20 февраля 1746);
- епископ Анджей Станислав Залуский (12.03.1746 — 16.12.1758);
- епископ Каетан Солтык (12.02.1759 — 30.07.1788);
- епископ Феликс Павел Турский (20.11.1788 — 31.03.1800);
- епископ Анджей Антоний Игнаций Гавронский (24.09.1804 — 7.04.1813);
- епископ Ян Павел Воронич (18.12.1815 — 28.01.1828) — назначен архиепископом Варшавы;
- епископ Кароль Скурковский (27.07.1829 — 1851);
- кардинал Альбин Дунаевский (15.05.1879 — 18.06.1894) — кардинал с 23.06.1890 года;
- кардинал Ян Мауриций Павел Пузына (22.01.1895 — 8.09.1911) — кардинал с 15.04.1901 года;
- кардинал Адам Стефан Сапега (24.11.1911 — 21.07.1951) — кардинал с 18.02.1946 года;
- архиепископ Евгениуш Базяк (1951—1962) — архиепископ Львова, апостольский администратор;
- кардинал Кароль Войтыла (13.01.1964 — 16.10.1978) — избран папой римским Иоанном Павлом II;
- кардинал Франтишек Махарский (29.12.1978 — 3.06.2005) — кардинал с 30.06.1979 года;
- кардинал Станислав Дзивиш (3.06.2005 — 8.12.2016) — кардинал с 24.03.2006 года;
- архиепископ Марек Ендрашевский (8.12.2016 — по настоящее время).

## Источник
- Annuario Pontificio, Ватикан, 2005
- Булла Quoniam carissimus, Raffaele de Martinis, Iuris pontificii de propaganda fide. Pars prima, IV, Romae 1891, стр. 505  (лат.)
- Булла Vixdum Poloniae unitas, AAS 17 (1925), стр. 521 Архивная копия от 27 марта 2010 на Wayback Machine  (лат.)
- Булла Totus Tuus Poloniae populus, AAS 84 (1992), стр. 1099 Архивная копия от 13 июля 2020 на Wayback Machine  (лат.)